# Lista de presidentes do Cazaquistão
Esta é a lista de presidentes do Cazaquistão desde a proclamação da República do Cazaquistão, em 1991, até os dias atuais. Ela também inclui a lista dos primeiros-secretários do Partido Comunista que exerceram a chefia de Estado de 1936 a 1991, durante o período soviético.

## Lista de chefes de Estado do Cazaquistão
| Nº                                            | Presidente                                    | Presidente                                    | Eleição                                       | Início do mandato                             | Fim do mandato                                | Partido                                       |
| República Socialista Soviética do Cazaquistão | República Socialista Soviética do Cazaquistão | República Socialista Soviética do Cazaquistão | República Socialista Soviética do Cazaquistão | República Socialista Soviética do Cazaquistão | República Socialista Soviética do Cazaquistão | República Socialista Soviética do Cazaquistão |
| Primeiro-Secretário do Partido Comunista      | Primeiro-Secretário do Partido Comunista      | Primeiro-Secretário do Partido Comunista      | Primeiro-Secretário do Partido Comunista      | Primeiro-Secretário do Partido Comunista      | Primeiro-Secretário do Partido Comunista      | Primeiro-Secretário do Partido Comunista      |
| --------------------------------------------- | --------------------------------------------- | --------------------------------------------- | --------------------------------------------- | --------------------------------------------- | --------------------------------------------- | --------------------------------------------- |
| 1                                             | Levon Mirzoyan                                |                                               | -                                             | 5 de dezembro de 1936                         | 3 de maio de 1938                             | PCC/PCUS                                      |
| 2                                             | Nikolay Skvortsov                             |                                               | -                                             | 3 de maio de 1938                             | 14 de setembro de 1945                        | PCC/PCUS                                      |
| 3                                             | Zhumabay Shayakhmetov                         |                                               | -                                             | 14 de setembro de 1945                        | 6 de março de 1954                            | PCC/PCUS                                      |
| 4                                             | Panteleimon Ponomarenko                       |                                               | -                                             | 6 de março de 1954                            | 8 de maio de 1955                             | PCC/PCUS                                      |
| 5                                             | Leonid Brejnev                                |                                               | -                                             | 8 de maio de 1955                             | 6 de março de 1956                            | PCC/PCUS                                      |
| 6                                             | Ivan Yakovlev                                 |                                               | -                                             | 6 de março de 1956                            | 26 de dezembro de 1957                        | PCC/PCUS                                      |
| 7                                             | Nikolay Belyaev                               |                                               | -                                             | 26 de dezembro de 1957                        | 19 de janeiro de 1960                         | PCC/PCUS                                      |
| 8                                             | Dinmukhamed Konayev                           |                                               | -                                             | 19 de janeiro de 1960                         | 26 de dezembro de 1962                        | PCC/PCUS                                      |
| 9                                             | Ismail Yusupov                                |                                               | -                                             | 26 de dezembro de 1962                        | 7 de dezembro de 1964                         | PCC/PCUS                                      |
| 10                                            | Dinmukhamed Konayev                           |                                               | -                                             | 7 de dezembro de 1964                         | 16 de dezembro de 1986                        | PCC/PCUS                                      |
| 11                                            | Gennady Kolbin                                |                                               | -                                             | 16 de dezembro de 1986                        | 22 de junho de 1989                           | PCC/PCUS                                      |
| 12                                            | Nursultan Nazarbayev                          |                                               | -                                             | 22 de junho de 1989                           | 24 de abril de 1990                           | PCC/PCUS                                      |
| República do Cazaquistão                      |                                               |                                               |                                               |                                               |                                               |                                               |
| Presidente da República                       |                                               |                                               |                                               |                                               |                                               |                                               |
| 1                                             | Nursultan Nazarbayev                          |                                               | 1990                                          | 24 de abril de 1990                           | 20 de março de 2019                           | PCC/PCUS                                      |
| 1                                             | Nursultan Nazarbayev                          | 1991                                          | Independente                                  | 24 de abril de 1990                           | 20 de março de 2019                           |                                               |
| 1                                             | Nursultan Nazarbayev                          | 1999                                          | Independente                                  | 24 de abril de 1990                           | 20 de março de 2019                           |                                               |
| 1                                             | Nursultan Nazarbayev                          | 2005                                          | Nur-Otan                                      | 24 de abril de 1990                           | 20 de março de 2019                           |                                               |
| 1                                             | Nursultan Nazarbayev                          | 2011                                          | Nur-Otan                                      | 24 de abril de 1990                           | 20 de março de 2019                           |                                               |
| 1                                             | Nursultan Nazarbayev                          | 2015                                          | Nur-Otan                                      | 24 de abril de 1990                           | 20 de março de 2019                           |                                               |
| 2                                             | Kassym-Jomart Tokayev                         |                                               | 2019                                          | 20 de março de 2019                           | presente                                      | Amanat                                        |
| 2                                             | Kassym-Jomart Tokayev                         | Independente                                  | 2019                                          | 20 de março de 2019                           | presente                                      |                                               |
| 2                                             | Kassym-Jomart Tokayev                         | 2022                                          |                                               | 20 de março de 2019                           | presente                                      |                                               |